# Alseodaphne borneensis
Alseodaphne borneensis är en lagerväxtart som beskrevs av James Sykes Gamble. Alseodaphne borneensis ingår i släktet Alseodaphne och familjen lagerväxter. Inga underarter finns listade i Catalogue of Life.